# روي زيمرمان
روي زيمرمان (بالإنجليزية: Roy Zimmerman)‏ هو لاعب كرة قدم أمريكية أمريكي، ولد في 20 فبراير 1918 في تونغانوكسي في الولايات المتحدة، وتوفي في 22 أغسطس 1997 في ماديرا في الولايات المتحدة.

## وصلات خارجية
- روي زيمرمان على موقع مرجع كرة القدم المحترفة.كوم (الإنجليزية)